# هنري بيانفونا
هنري بيانفونا نتساما (بالفرنسية: Henri Bienvenu Ntsama) (مواليد 5 يوليو 1988) هو لاعب كرة قدم كاميروني ، يجيد اللعب في مركز الهجوم والجناح الهجومي الأيمن أو الأيسر .

## روابط خارجية
- Henri Bienvenu
- هنري بيانفونا على موقع الاتحاد الأوربي (الإنجليزية)
- هنري بيانفونا على موقع اتحاد تركيا (لاعب) (الإنجليزية)
- هنري بيانفونا على موقع قاعدة بيانات كرة القدم.إي يو (الإنجليزية)
- هنري بيانفونا على موقع ناشيونال فوتبول تيمز (الإنجليزية)
- هنري بيانفونا على موقع Soccerway.com (الإنجليزية)
- هنري بيانفونا على موقع عالم كرة القدم.نت (الإنجليزية)
- هنري بيانفونا على موقع AS.com (الإسبانية)